# Les Épines de Lespinet
Las Espinas de Lespinet (en francés : Les Épines de Lespinet), es un jardín botánico de 2500 m² de extensión, especializado en cactus y plantas suculentas, de administración privada, que se encuentra en Foix, Francia.

## Localización
Les Épines de Lespinet 38, Les Hauts de Lespinet, Foix, Département de Ariège, Midi-Pyrénées, France-Francia. 
Planos y vistas satelitales, 42°57′59.04″N 1°36′28.08″E / 42.9664000, 1.6078000
Está abierto al público a diario en los meses cálidos del año con un recorrido con guía, se cobra una tarifa de entrada.  

## Historia
El terreno del jardín empezó a ser acondicionado a partir de 1993 y en el 2010 ya estaba preparado para ser visitado.
Esta adaptación paisajista fue concebida por un naturalista y agrónomo atraído por el cultivo de las plantas en medios secos, el realizador de este lugar de formación universitaria con una actividad autodidáctica teórica y práctica en los ámbitos precisos de la biogeografía botánica (el estudio de la distribución de las especies vegetales), de la jardinería y el paisajismo. 
El gusto del realizador para los vegetales xerófilos (adaptados a la sequía) y los paisajes de las regiones donde se encuentran llevó a cultivar preferencialmente las plantas mediterráneas, y también las más exóticas, que este clima permite cultivar (llamadas erróneamente "mediterráneas" en el comercio).

## Colecciones
El jardín botánico alberga unos 400 taxones de plantas de regiones mediterráneas y subtropicales.
El jardín intenta recrear el paisaje de un semidesierto de América, en el que además podemos encontrar bananas, citrus, y vegetación Mediterránea.
Entre sus colecciones son de destacar:
- Colección de cactus y  suculentas, primordialmente Agave, Opuntia, y Yucca,
- Colección de Nolina
- Palmas procedentes de las regiones templadas y subtropicales.